# Ella Sings Gershwin
Ella Sings Gershwin è un album discografico della cantante jazz Ella Fitzgerald pubblicato dalla Decca Records nel 1951.

## Descrizione
L'album contiene otto composizioni di George e Ira Gershwin interpretate da Ella Fitzgerald con l'accompagnamento al pianoforte di Ellis Larkins. I brani furono registrati a New York l'11 e il 12 settembre 1950.
Fu pubblicato nei primi mesi del 1951 in tre distinte versioni. La prima fu un cofanetto di quattro dischi nel tradizionale formato a 78 giri. Fu poi distribuito anche nei nuovi formati microsolco da poco disponibili, tra i primissimi realizzati dalla Decca: un long playing da 10" a 33 giri, il primo in questo formato per la cantante, e in un cofanetto da quattro dischi a 45 giri da 7".
Venne ripubblicato dalla MCA Records nel 1994 nel CD Pure Ella insieme al successivo Songs in a Mellow Mood.

## Tracce
Testi di Ira Gershwin, musiche di George Gershwin.
Lato A
1. Someone to Watch Over Me – 3:13
2. My One and Only – 3:13
3. But Not for Me – 3:12
4. Looking For a Boy – 3:06

Lato B
1. I've Got a Crush on You – 3:13
2. How Long Has This Been Going On? – 3:14
3. Maybe – 3:21
4. Soon – 2:44

## Formazione
- Ella Fitzgerald - voce
- Ellis Larkins - pianoforte

## Edizioni
- 1950 – 78gg (quadruplo), Decca Records A-806
- 1951 – LP, Decca Records DL 5300
- 1951 – 45gg (quadruplo), Decca Records 9-142
- 1994 – Pure Ella, CD, MCA Records GRD 636